# نیانگوآ (میزوری)
نیانگوآ (به انگلیسی: Niangua) یک شهر در ایالات متحده آمریکا است که در شهرستان وبستر، میزوری واقع شده‌است. نیانگوآ ۱٫۰۶ کیلومتر مربع مساحت و ۴۰۵ نفر جمعیت دارد و ۴۳۹ متر بالاتر از سطح دریا واقع شده‌است.